# На склоне лет
«На склоне лет» (англ. As Summers Die) — телефильм.

## Сюжет
Старая негритянка Эльвира Бакус стала владелицей большого участка земли. Она получила его от своего давнишнего работодателя и тайного отца двух её детей, солидного южанина. Обнаружив на участке нефть, семья южанина попыталась отобрать землю назад, уничтожив акт и отрицая сам факт его существования. На помощь Эльвире приходит поверенный Вилли Крофт.

## В ролях
- Бетт Дейвис
- Скотт Гленн
- Джейми Ли Кёртис
- Джон Рэндольф — Огастас Томпкинс